# Delias nigrina
Delias nigrina es una especie de mariposa, de la familia Pieridae (subfamilia Pierinae, tribu Pierini). Esta especie es endémica de Australia, se distribuye a lo largo de la costa oriental, desde Queensland, Nueva Gales del Sur y Victoria.
Su envergadura es de 40 mm. Las orugas se alimentan de Loranthaceae de las siguientes especies Amyema congener, Amyema miquelii, Amyema quandang, Dendrophthoe curvata, Dendrophthoe glabrescens, Dendrophthoe vitellina, Muellerina celastroides y Muellerina eucalyptoides.